# Pinanga sierramadreana
Pinanga sierramadreana är en enhjärtbladig växtart som beskrevs av Edwino S. Fernando. Pinanga sierramadreana ingår i släktet Pinanga och familjen Arecaceae.
Artens utbredningsområde är Filippinerna. Inga underarter finns listade i Catalogue of Life.